# Hôtel Garni

Hôtel Garni var då det öppnade den 3 oktober 1832 Stockholms första moderna hotell, och landets andra efter Hotell Continental du Sud i Ystad som öppnat tre år tidigare. Det franska namnet kan översättas med "rum för resande".
Hotellet var inrymt i det så kallade Hildebrandska huset på Drottninggatan 3. Tidigare hade resenärer inhysts i källare eller värdshus, medan framför allt högreståndspersoner tog in hos privatpersoner. Bättre övernattningsmöjligheter var alltså välkomna vid denna tid då resandet ökade. Hotellet vände sig framför allt till besuttna svenska och utländska gäster. Det drevs av hovkonditor Abraham Christopher Behrens, som även var innehavare av schweizeriet på Strömparterren. Möblerade rum i tre våningar samt stall och vagnsrum välkomnade de gästande.
Året efter att Behrens avlidit lades hotellet 1855 ned. Totalt skall 1 700 svenskar och 1 300 utländska gäster ha övernattat på hotellet.